# Engkanto

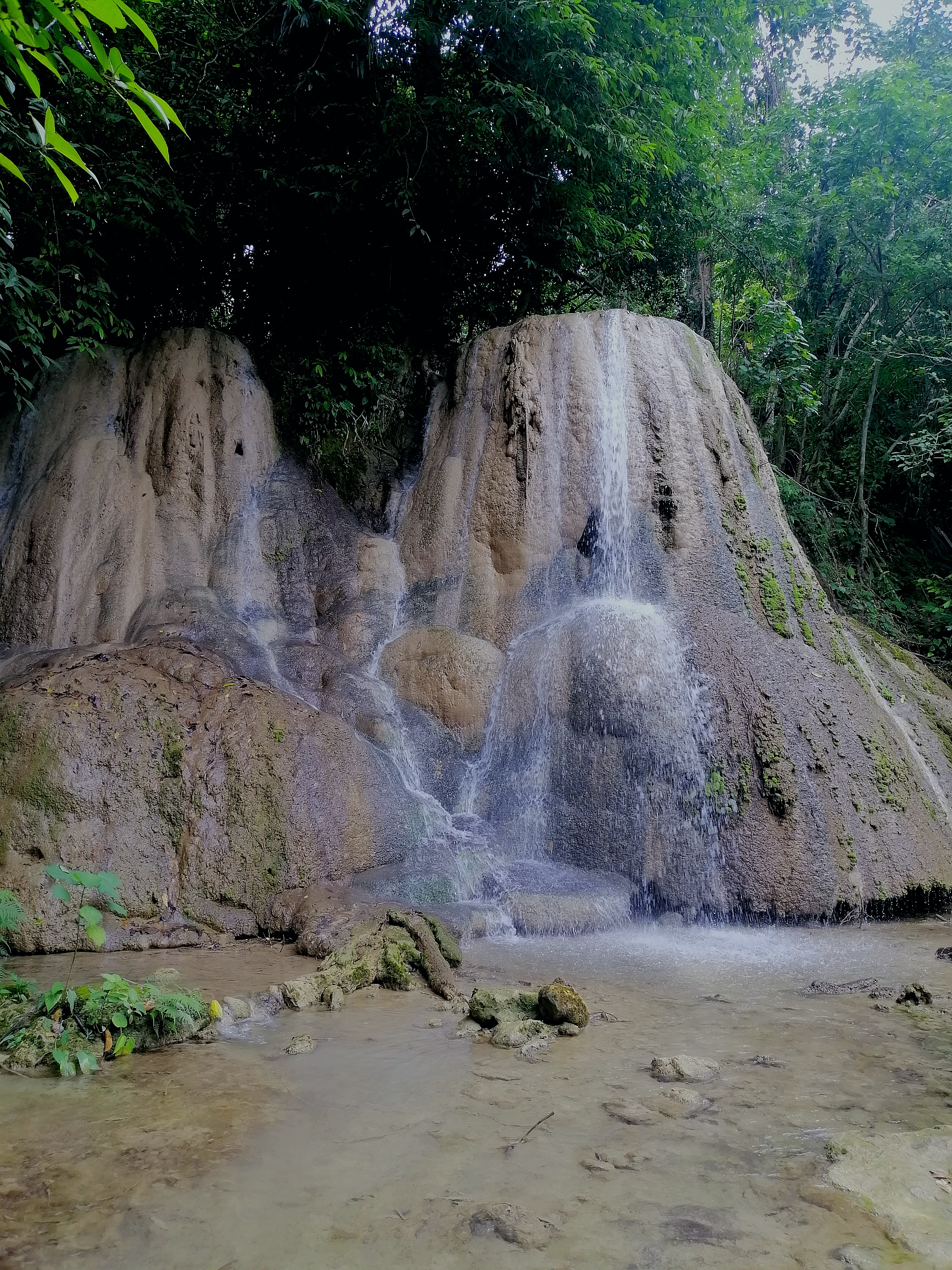
Cascade de l'Engkanto, à Libmanan, dans la province des Camarines Sur, aux Philippines.

L'engkanto (tagalog, dérivé de l'espagnol encanto) est, aux Philippines, une catégorie d'esprits environnementaux mythiques qui auraient la capacité d'apparaître sous forme humaine. Souvent associés aux esprits des ancêtres,,, ils se classent au rang des sirènes, des êtres de l'ombre, des elfes, etc. Les êtres de l'engkanto font partie des croyances populaires philippines qui perdurent depuis des siècles,.

## Étymologie et définition
Engkanto, prononcé : [ɛŋkanto], est un substantif générique du tagalog désignant des êtres humanoïdes magiques du monde rural philippin. D'origine espagnole (encanto, « enchantement »), le terme provient des missionnaires ibériques, alors stupéfaits du large éventail de références qu'ils rencontrent dans les mythes locaux. Relève de l'engkanto toute apparition surnaturelle, parfois liée à un lieu.

## Descriptions

### Caractéristiques physiques
Humanoïdes, les êtres de l'engkanto présentent de nombreuses autres similitudes avec les humains en ce sens qu'ils vieillissent, présentent un dimorphisme sexuel (masculin et féminin), peuvent souffrir de maladies et même mourir. Ils sont un objet de mythologie pour de nombreux Philippins, souvent racontés par des adultes sous forme de contes et diffusés dans les médias. Ils ont des apparences variées. Certains semblent être beaux avec des yeux bleus, un teint clair et des cheveux dorés. Ils peuvent cependant avoir des caractéristiques inhabituelles telles que le nez haut placé sur le visage et l'absence de philtrum.
Malgré une grande variété d'apparences, il est possible d'isoler un trait commun à toutes : le fait que l'être d'engkanto provoque par sa présence un sentiment d'étrangeté ou une ambiance différente de celle des humains. D'autres variantes présentent un dimorphisme sexuel comme les esprits bagobo qui se divisent en tahamaling féminins et en mahomanay masculins. L'esprit féminin aurait le teint rouge tandis que le mâle aurait le teint clair.

### Habitat
Leurs maisons prennent des caractéristiques naturelles, par exemple de gros rochers ou des arbres, ou des ombres à forme humaine ; ses habitations peuvent apparaître comme de magnifiques palais. Ces créatures préfèrent les grands arbres et la nature comme le figuier des banians dans lequel elles placent également leurs affaires.

### Relations avec l'humain
Un engkanto peut choisir de rester aux côtés d'un humain, comme le racontent des récits où les personnages sont généralement soit plongés dans un moment de transe, soit affaiblis par une profonde perte d'énergie. L'engkanto peut se montrer amical ou bien radicalement hostile.

## Pouvoirs
Les êtres de l'engkanto s'illustrent le plus souvent par leurs mauvais tours mais aussi pour l'influence décisive qu'ils ont sur la chance.

### Maléfiques
Ceux que l'engkanto choisit de défavoriser finissent par souffrir de dépression, de folie voire disparaître durant des jours ou des mois, peut-être comme possédés,. Les êtres de l'engkanto ont réputation de provoquer des fièvres et des affections cutanées comme les furoncles. À l'occasion, ces esprits peuvent égarer les voyageurs dans la forêt, voire les enlever.

#### Protections
En guise de conjuration, des grigris dits Anting-anting ou Agimat, charme magique ou amulette sont employés afin d'éloigner les mauvais esprits et de les empêcher de nuire au porteur.

### Bénéfiques
Lorsqu'ils décident de favoriser quelqu'un, les êtres de l'engkanto se montrent généreux et capables d'apporter pouvoir et richesse. Il n'est pas rare que des chamans humains tentent de communier avec l'engkanto les jours saints afin d'obtenir de meilleurs pouvoirs de guérison, et des connaissances contre les mauvais esprits.

## Étude
Francisco Demetrio est l'auteur d'une étude relative à l'engkanto portant sur 87 récits folkloriques originaires des Visayas et de Mindanao. Il soutient que l'engkanto relève des observations des premiers frères missionnaires européens,.